# Rise of Empires: Ottoman
Rise of Empires: Ottoman (El ascenso de un imperio: Otomano) es un docudrama histórico turco, protagonizado por Cem Yiğit Üzümoğlu y Tommaso Basili.

## Argumento
Su primera temporada, que consta de 6 episodios, está dirigida por Emre Sahin y escrita por Kelly McPherson. La serie estuvo disponible para su transmisión en Netflix el 24 de enero de 2020. Trata sobre el Imperio Otomano y Mehmed el Conquistador y cuenta la historia de la Caída de Constantinopla .
La segunda temporada, de 6 episodios también, fue estrenada el 29 de diciembre de 2022, y se centra en el conflicto entre Mehmed II y Vlad el Empalador.

## Elenco
- Cem Yiğit Üzümoğlu como Mehmed el Conquistador
- Tommaso Basili como Constantino XI Paleólogo
- Tuba Büyüküstün como Mara Branković
- Damla Sonmez como Ana
- Osman Sonant como Loukas Notaras
- Tolga Tekin como Murad II
- Ushan Çakır como Zaganos Pasha
- Selim Bayraktar como Çandarlı Halil Pasha
- Birkan Sokullu como Giovanni Giustiniani
- Tansu Biçer como Orban
- Nail Kırmızıgül como Hızır Çelebi
- Eva Dedova como Katarina
- Yasemin Eti como Emine Gülbahar Hatun
- Tuğrul Tülek como George Sphrantzes
- İlayda Akdoğan como Therma Sphrantzes
- Erdal Yıldız como Suleiman Baltoghlu
- Baki Davrak como Đurađ Branković
- Ryan OL como noble genovés
- Roger Crowley, historiador
- Lars Brownworth, historiador
- Jason Goodwin, historiador
- Marios Filippides, historiador
- Michael Talbot, historiador
- Emrah Safa Gürkan, historiadora
- Celâl Şengör, geólogo

## Episodios
| Temporada | Temporada | Episodios | Episodios | Emisión original        | Emisión original        |
| --------- | --------- | --------- | --------- | ----------------------- | ----------------------- |
|           | 1         | 6         | 6         | 24 de enero de 2020     | 24 de enero de 2020     |
|           | 2         | 6         | 6         | 29 de diciembre de 2022 | 29 de diciembre de 2022 |

### Primera temporada (2020)
| N.º en serie | N.º en temp. | Título                             | Dirigido por | Escrito por                           | Fecha de lanzamiento original |
| --- | ------------ | ---------------------------------- | ------------ | ------------------------------------- | ----------------------------- |
| 1 | 1            | «El nuevo sultán» «The New Sultan» | Emre Şahin   | Liz Lake, Kelly McPherson, Emre Şahin | 24 de enero de 2020           |
| Tras reclamar el trono otomano, Mehmed II envía una señal inequívoca al emperador bizantino Constantino XI. Entran mercenarios genoveses. |              |                                    |              |                                       |                               |

| N.º en serie | N.º en temp. | Título                                      | Dirigido por | Escrito por                           | Fecha de emisión original |
| --- | ------------ | ------------------------------------------- | ------------ | ------------------------------------- | ------------------------- |
| 2 | 2            | «A través de los muros» «Through the Walls» | Emre Şahin   | Kelly McPherson, Emre Şahin, Liz Lake | 24 de enero de 2020       |
| Mehmed lanza un ambicioso asedio para romper las murallas de Constantinopla, pero los mercenarios de Giustiniani consiguen adelantarse a los jenízaros. |              |                                             |              |                                       |                           |

| N.º en serie | N.º en temp. | Título                                       | Dirigido por | Escrito por                           | Fecha de emisión original |
| --- | ------------ | -------------------------------------------- | ------------ | ------------------------------------- | ------------------------- |
| 3 | 3            | «En el Cuerno de Oro» «Into the Golden Horn» | Emre Şahin   | Emre Şahin, Liz Lake, Kelly McPherson | 24 de enero de 2020       |
| Los hombres de Mehmed excavan túneles subterráneos en un intento de romper las murallas de la ciudad. Las tornas se vuelven en contra de los otomanos cuando se produce un bloqueo naval. |              |                                              |              |                                       |                           |

| N.º en serie | N.º en temp. | Título                                              | Dirigido por | Escrito por                           | Fecha de emisión original |
| --- | ------------ | --------------------------------------------------- | ------------ | ------------------------------------- | ------------------------- |
| 4 | 4            | «Los bocones hunden barcos» «Loose Lips Sink Ships» | Emre Şahin   | Liz Lake, Kelly McPherson, Emre Şahin | 24 de enero de 2020       |
| Mehmed traslada sus barcos por tierra hasta el Cuerno de Oro en una hazaña audaz y visionaria. A la sombra de la traición, Giustiniani ataca la flota otomana. |              |                                                     |              |                                       |                           |

| N.º en serie | N.º en temp. | Título                                    | Dirigido por | Escrito por                           | Fecha de emisión original |
| --- | ------------ | ----------------------------------------- | ------------ | ------------------------------------- | ------------------------- |
| 5 | 5            | «Antiguas profecías» «Ancient Prophecies» | Emre Şahin   | Kelly McPherson, Emre Şahin, Liz Lake | 24 de enero de 2020       |
| En medio de una espiral de brutalidad y baja moral, Mehmed hace a Giustiniani una tentadora oferta. El gran visir insta a Mehmed a buscar una tregua con su rival. |              |                                           |              |                                       |                           |

| N.º en serie | N.º en temp. | Título                           | Dirigido por | Escrito por                           | Fecha de emisión original |
| --- | ------------ | -------------------------------- | ------------ | ------------------------------------- | ------------------------- |
| 6 | 6            | «Cenizas somos» «Ashes to Ashes» | Emre Şahin   | Emre Şahin, Liz Lake, Kelly McPherson | 24 de enero de 2020       |
| Los cañones otomanos reducen las murallas a escombros y los refuerzos venecianos llegan demasiado tarde. Mehmed inaugura una nueva era para el Imperio Otomano. |              |                                  |              |                                       |                           |

### Segunda temporada (2022)
| N.º en serie | N.º en temp. | Título                          | Dirigido por | Escrito por                           | Fecha de emisión original |
| --- | ------------ | ------------------------------- | ------------ | ------------------------------------- | ------------------------- |
| 7 | 1            | «Casa de guerra» «House Of War» | Emre Şahin   | Liz Lake, Kelly McPherson, Emre Şahin | 29 de diciembre de 2022   |
| Mehmed II consolida su reinado, pero en la cercana Valaquia, su amigo de la infancia Vlad el Empalador adquiere notoriedad e intenta desafiar la hegemonía de Mehmed. |              |                                 |              |                                       |                           |

| N.º en serie | N.º en temp. | Título                                | Dirigido por | Escrito por                           | Fecha de emisión original |
| --- | ------------ | ------------------------------------- | ------------ | ------------------------------------- | ------------------------- |
| 8 | 2            | «Aguas turbulentas» «Troubled Waters» | Emre Şahin   | Kelly McPherson, Emre Şahin, Liz Lake | 29 de diciembre de 2022   |
| Mehmed envía a Mara para convencer al rey húngaro Matthias Corvinus de una alianza. Se avecina una batalla épica a orillas del Danubio, en la que Vlad lleva las de ganar. |              |                                       |              |                                       |                           |

| N.º en serie | N.º en temp. | Título                                | Dirigido por | Escrito por                           | Fecha de emisión original |
| --- | ------------ | ------------------------------------- | ------------ | ------------------------------------- | ------------------------- |
| 9 | 3            | «Tierra de Drácula» «Land of Dracula» | Emre Şahin   | Emre Şahin, Liz Lake, Kelly McPherson | 29 de diciembre de 2022   |
| Las tropas de Mehmed avanzan hacia Valaquia y Vlad emplea tácticas de guerrilla para debilitar a su rival. Una amenaza acecha en el palacio imperial. |              |                                       |              |                                       |                           |

| N.º en serie | N.º en temp. | Título                                  | Dirigido por | Escrito por                           | Fecha de emisión original |
| --- | ------------ | --------------------------------------- | ------------ | ------------------------------------- | ------------------------- |
| 10 | 4            | «Nunca más hermanos» «Brothers No More» | Emre Şahin   | Liz Lake, Kelly McPherson, Emre Şahin | 29 de diciembre de 2022   |
| A medida que la guerra se prolonga y los recursos disminuyen, Vlad libra una guerra biológica contra el ejército de Mehmed. Radu se acerca al castillo de Vlad para tomar a Anastasia como rehén. |              |                                         |              |                                       |                           |

| N.º en serie | N.º en temp. | Título                                 | Dirigido por | Escrito por                           | Fecha de emisión original |
| --- | ------------ | -------------------------------------- | ------------ | ------------------------------------- | ------------------------- |
| 11 | 5            | «Ataque nocturno» «Ancient Prophecies» | Emre Şahin   | Kelly McPherson, Emre Şahin, Liz Lake | 29 de diciembre de 2022   |
| Mehmed se prepara para asestar un golpe mortal al ejército de Vlad. Se descubre un espía en el campamento de Mehmed. Vlad lanza un ataque nocturno, pero le aguarda una sorpresa. |              |                                        |              |                                       |                           |

| N.º en serie | N.º en temp. | Título              | Dirigido por | Escrito por                           | Fecha de emisión original |
| --- | ------------ | ------------------- | ------------ | ------------------------------------- | ------------------------- |
| 12 | 6            | «Destino» «Destiny» | Emre Şahin   | Emre Şahin, Liz Lake, Kelly McPherson | 29 de diciembre de 2022   |
| Vlad y Mehmed se enfrentan. Mara y Gülbahar frustran el complot de Valaquia. Las tropas otomanas marchan hacia un Târgoviște abandonado y se enfrentan a un espectáculo espantoso. |              |                     |              |                                       |                           |